# Советкин, Дмитрий Константинович
Дми́трий Константи́нович Сове́ткин (1838—1912) — русский инженер-механик, изобретатель и педагог, основоположник отечественной теории и методики производственного обучения, оказавшей воздействие на развитие профессиональной дидактики Западной Европы и Америки.

## Биография
Родился 17 (29) апреля 1838 года в Москве в семье крепостного портного.
Рано оставшись сиротой, начальное образование Дмитрий получил в Московском воспитательном доме, затем учился в реальных классах 3-й Московской гимназии. За свои способности в обучении был принят в Московское ремесленное учебное заведение (в 1868 году преобразовано в высшее техническое учебное заведение — Императорское московское техническое училище). В 1858 году, по окончании ремесленного училища, Советкин был оставлен там же репетитором. Затем, возглавив чертёжную мастерскую, получил звание учёного-мастера (1863), позже — инженера-механика и был назначен в 1869 году заведующим слесарной мастерской училища. В 1881—1885 годах Дмитрий Советкин — инспектор учебных мастерских ИМТУ. Совместно с группой преподавателей ИМТУ Д. К. Советкин стал автором первой научной системы начального профессионального трудового обучения в России. После выхода в 1885 году в отставку Советкин был первым директором, а затем почётным опекуном Владимирского земского ремесленного училища им. И. С. Мальцова.
Основанный на этой системе и впервые внедрённый в ИМТУ «русский метод обучения ремёслам» отмечен на Всероссийских и Всемирных выставках:
- Выставка произведений сельского хозяйства и промышленности Вольного экономического общества (1860, Москва)
- Выставка русской мануфактурной промышленности (1861, Санкт-Петербург)
- Всероссийская выставка сельского хозяйства и промышленности (1864, Москва)
- Всемирная выставка (1867, Париж)
- Всероссийская мануфактурная выставка (1870, Санкт-Петербург)
- Всемирная политехническая выставка (1872, Вена)
- Всемирная выставка (1876, Филадельфия)
- Всемирная выставка (1878, Париж)
- ExpositionUniverselle (1900, Париж)

Получив высшие награды на Всероссийской мануфактурной выставке в Санкт-Петербурге в 1870 году и Политехнической выставке в Вене в 1872 году, система была введена в технических училищах России.
«Русский метод» лёг в основу американского инженерного обучения. После выставки в Филадельфии (1876) Президент Массачусетского технологического института Дж. Ранкл, написал директору ИМТУ В. К. Делла-Восу следующее: «Вы можете быть уверены, что Ваша система будет введена во всех технических школах нашей страны, как только её увидят в применении в нашем Институте».
С 1885 года элементы «русского метода» применялись в следующих учебных заведениях: Королевская школа механических искусств в Комотау, Богемия; Государственный колледж в Ороно, штат Мэн, США; Факультет Механических искусств Университета Пердью, США; Пенсильванский и Вашингтонский университеты, а в Чикаго, Толедо, Балтиморе, Филадельфии и Омахе были организованы школы по типу Массачусетских.
Советкин занимался также изобретательством, в частности, сконструировал двухкорпусный плуг и трёхконный привод молотильной машины, отмеченные золотыми медалями на Всероссийской выставке сельских произведений в Москве в 1864 году. За свою деятельность Д. К. Советкин был удостоен международных наград и дипломов, был почётным членом зарубежных научных организаций. В 1883 году награждён орденом Святого Владимира 4-й степени.
Увлекался новинкой конца XIX века — автомобилем, владельцем которого он стал первым во Владимире в 1890 году. Новейшее транспортное средство русскому инженеру и педагогу подарил Американский совет по образованию в благодарность и признание его заслуг в преподавании технических специальностей.
Умер 21 ноября (4 декабря) 1912 года во Владимире, был похоронен в некрополе Княгининого монастыря.

### Электростанция Советкина
После того, как скончавшийся фабрикант И. С. Мальцов завещал своему племяннику — Ю. С. Нечаеву-Мальцову 500 тыс. руб. на учреждение во Владимире технической школы, Нечаев-Мальцов и Владимирское земство пригласили на пост директора школы Дмитрия Советкина. Первоначальный проект училища предусматривал освещение здания керосиновыми лампами и свечами, но Советкин решил сделать освещение на передовом уровне и на выделенные деньги закупил за рубежом динамо-машину и использовал её как источник тока в электростанции, которая была размещена в левом крыле здания училища. Вращаясь от английской паровой машины, через трансмиссию, динамо-машина вырабатывала ток и освещала с 1885 года только мастерские училища. Так начала работать первая во Владимире электростанция инженера Советкина. В 1888 году электростанцию модернизировали, приобретя оборудование для электрического освещения фирмы «Сименс и Гальске». В следующую модернизацию в 1908 году паровая машина была заменена дизелем, а динамо-машина на более мощную — в результате освещение получили не только мастерские, но и все другие помещения училища. Электростанция Советкина ещё долго существовала как резервная, после того как училище было присоединено к центральной электросети, питающейся от построенной в декабре 1908 года городской электростанции инженера Русакова — по имени её создателя и владельца.

## Память
- В Москве (в МВТУ им. Баумана)[8] и во Владимире (на здании бывшего Мальцовского училища, ныне Владимирского авиамеханического колледжа)[9] Д. К. Советкину установлены памятные доски.